# Latino Orsini
Latino Orsini (1411 - 11 de agosto de 1477) foi um cardeal italiano da Igreja Católica, que foi arcipreste da Basílica de São João de Latrão, Camerlengo e arcebispo de Tarento.

## Biografia
De uma família nobre, era o quarto filho de Carlo Orsini e Paola Gironima Orsini, assim, era tio dos cardeais Cosma Orsini, O.S.B. (1480) e Giovanni Battista Orsini (1483). A família Orsini deu à Igreja vários papas, como Celestino III (1191-1198), Nicolau III (1277-1280) e Bento XIII (1724-1730). Também foram cardeais da família Matteo Rosso Orsini (1262), Latino Malabranca Orsini, O.P. (1278), Giordano Orsini (1278), Napoleone Orsini (1288), Giovanni Gaetano Orsini (1316), Matteo Orsini, O.P. (1327), Rinaldo Orsini (1350), Giacomo Orsini (1371), Poncello Orsini (1378), Tommaso Orsini de Manoppello (1383?), Giordano Orsini, iuniore (1405), Franciotto Orsini (1517), Flavio Fulvio Orsini (1565), Alessandro Orsini (1615), Virginio Orsini, O.S.Io.Hieros. (1641) e Domenico Orsini d'Aragona (1743).
Na juventude, teve um filho natural, chamado Paolo, que o Papa Sisto IV permitiu herdar a grande riqueza de seu pai. Doutorado em direito civil.
Eleito arcebispo de Conza em 10 de março de 1438, nada se sabe sobre sua ordenação episcopal. Foi transferido para a Arquidiocese de Trani em 21 de novembro de 1438, sendo confirmado pelo Papa Eugênio IV em 8 de junho de 1439; renunciou à sé em 23 de dezembro de 1450.
Foi criado cardeal pelo Papa Nicolau V no Consistório em 20 de dezembro de 1448, recebendo o chapéu vermelho e o título de cardeal-presbítero de São João e São Paulo em 3 de janeiro de 1449.
Transferido para a sé de Urbino, em 23 de dezembro de 1450, ao mesmo tempo, obteve o comendam da abadia de Farfa, enquanto seu irmão Giovanni Orsini, até então abade de Farfa, sucedeu-o na sé metropolitana de Trani. Participou de um consistório secreto ocorrido em 27 de outubro de 1451 e neste ano, é nomeado pela primeira vez como Camerlengo do Sacro Colégio dos Cardeais.
Renunciou à Arquidiocese de Urbino em 11 de setembro de 1452. É nomeado administrador apostólico da Arquidiocese de Bari, exercendo a função de 4 de dezembro de 1454 até 6 de novembro de 1472. Após a eleição do novo Papa Calisto III, ele ajudou a manter a ordem na cidade de Roma. Juntamente com o cardeal Basílio Bessarion, foi nomeado membro da comissão para a frota papal em dezembro de 1455 e deixou Roma em julho de 1457.
Em 8 de dezembro de 1458 foi nomeado pelo novo Papa Pio II legado a latere para receber o juramento do novo rei Fernando I de Nápoles, a quem coroou em Barletta. Cardeal Latino assinou uma bula papal em Siena em 18 de abril de 1459. Ele deixou Mântua em 16 de janeiro de 1460, após a celebração do concílio convocado pelo papa. Foi nomeado arcipreste da Basílica de São João de Latrão em 1463.
Em 1 de outubro de 1464, o novo Papa Paulo II nomeou-o legado na Marche Anconitana; deixou Roma após o consistório de 16 de novembro seguinte e retornou a Roma de sua legação em 9 de outubro de 1465. Promovido a ordem dos cardeais-bispos e a sé suburbicária de Albano em 7 de junho de 1465. Em 14 de outubro de 1468, optou pela sé suburbicária de Frascati.
Novamente é nomeado Camerlengo do Sacro Colégio, exercendo a função de 13 de novembro de 1469 até 19 de janeiro de 1471. O novo Papa Sisto IV nomeou-o Camerlengo da Santa Igreja Romana em 9 de agosto de 1471, prestando seu juramento em 12 de agosto seguinte e ocupando o posto até sua morte. Também foi nomeado arcebispo de Tarento em 30 de outubro de 1472.
Morreu em 11 de agosto de 1477, em Roma e foi sepultado na igreja do convento de São Salvador em Lauro, em Roma.

### Conclaves
- Conclave de 1455 – participou do conclave que elegeu o Papa Calisto III
- Conclave de 1458 – participou do conclave que elegeu o Papa Pio II
- Conclave de 1464 – participou do conclave que elegeu o Papa Paulo II
- Conclave de 1471 – participou do conclave que elegeu o Papa Sisto IV